# هيلمار بروك
هيلمار بروك (بالنرويجية البوكمول: Hjalmar Broch)‏ هو عالم حيوانات نرويجي، ولد في 19 يوليو 1882 في Horten ‏ في النرويج، وتوفي في 1969.